# Bifénazate
Le bifénazate est un composé organique utilisé comme acaricide contre les tétranyques.

## Règlementation
Cette substance est autorisée dans l'Union européenne depuis le 1er décembre 2005.